# Кучер Василь Степанович
Васи́ль Степа́нович Ку́чер (7 (20) липня 1911, Війтівці — 17 квітня 1967, Київ) — український радянський письменник, член Правління Спілки радянських письменників УРСР. Автор 28 книжок.

## Біографія
Василь Степанович Кучер народився 7 (20 липня) 1911 року в селі Вітовці (за іншими даними — село Вербів, нині Любимівка) на Житомирщині. Батько був сільським вчителем, мати — простою селянкою. Після закінчення семирічної школи в селі Ставище Попільнянського району, деякий час працював на Кожанській цукроварні й лісопильному заводі. У 1926 році втупив до комсомолу  і був направлений на навчання до Білоцерківського педагогічного технікуму, який  закінчив у 1930 році. Після закінчення технікуму В. Кучер  стає літпрацівником Сквирської районної газети
„Колективне село”, пізніше — сількором окружної газети «Радянська нива» в Білій Церкві, а згодом  у газеті «Радянське село» у Харкові.
У 1930—1934 роках В. Кучер навчається в Харківському університеті і працює спершу в газеті «Сільськогосподарський пролетар», а потім у редакції журналу «Трактор». На початку 1930-х років він став членом літературного об'єднання «Трактор» (входило до спілки селянських письменників «Плуг») а з 1934 року — член Спілки радянських письменників. Три роки В. Кучер перебував у Червоній армії (закінчив військову авіаційну школу в Харкові), працював на редакційній роботі в журналі «Молодняк» (пізніше «Молодий більшовик») та у видавництвах, публікував статті та нариси в періодичній пресі,  плідно працював на літературній ниві. У 1939-1940 роках як воєнний кореспондент брав участь у радянській анексії західноукраїнських земель, приєднанні Бессарабії та Північної Буковини до СРСР, забезпечував створення у м. Кишиневі газети «Бессарабская правда». Наслідком перебування в західній Україні став кіносценарій «Вітер зі Сходу» (у співавторстві з Олександром Дубровським та Вандою Василевською, 1940). У 1940 році вступив до ВКП(б).
З початком німецько-радянської війни В. Кучер — політкерівник Політичного управління Південного фронту, фронтовий кореспондент армійської газети «За Родину», очолює воєнний відділ газети «За Радянську Україну», співробітник української фронтової радіостанції “Дніпро”. Брав участь у боях при обороні Одеси, Севастополя, Сталінграда, нагороджений бойовими орденами і медалями, війну закінчив у званні майора. В один з повоєнних приїздів письменника до Севастополя  командувач Чорноморського флоту нагородив майора запасу Василя Кучера одностроєм капітана 3 рангу і кортиком. Кучер дуже любив носити цей однострій, як і українську вишиванку. 
Після війни працював завідувачем відділу прози та був членом редакційної колегії журналу «Україна», в газеті «Колгоспне село», згодом повністю присвятив себе літературній роботі, свої твори видавав у журналі «Вітчизна» та видавництві «Радянський письменник».

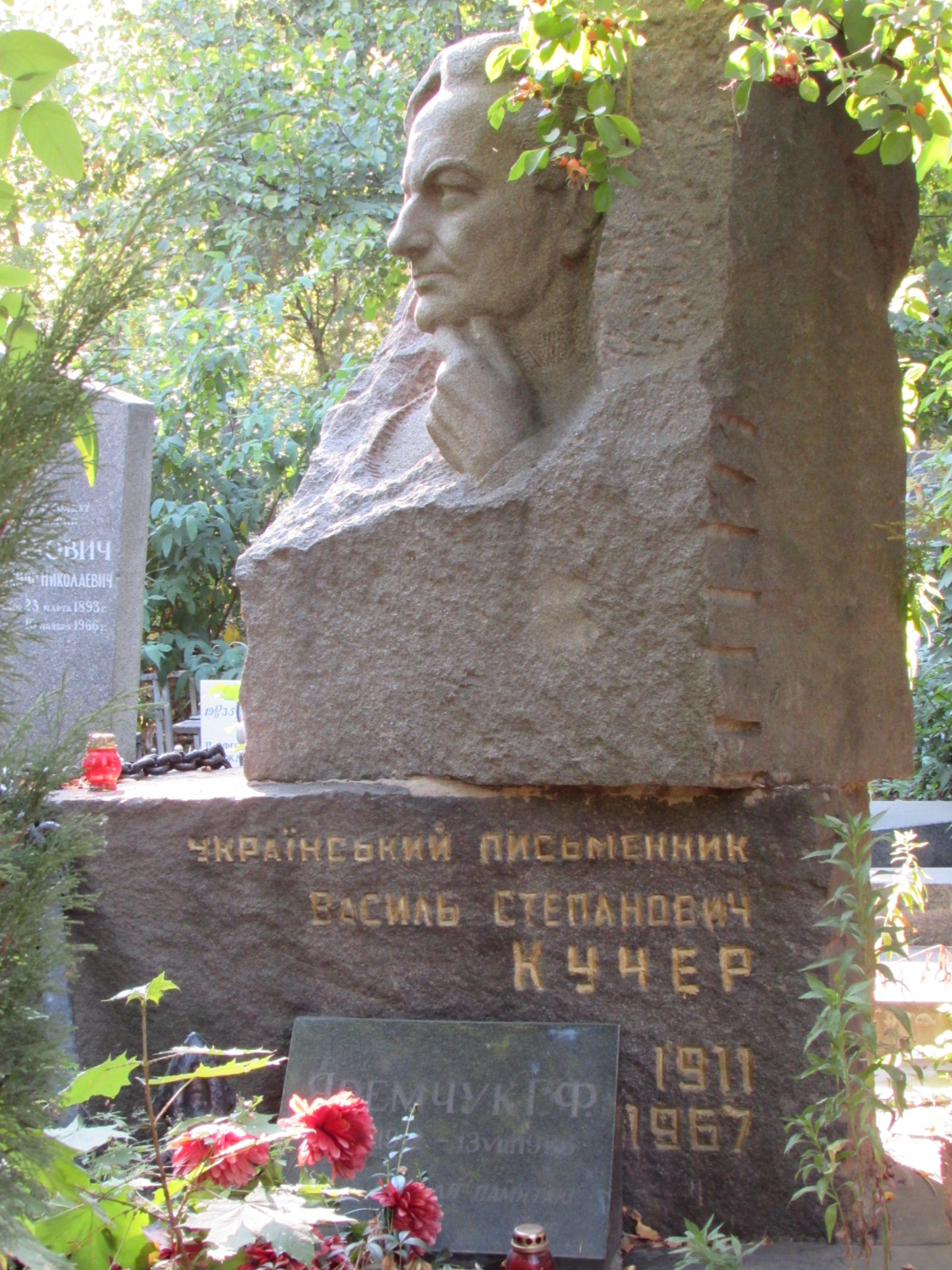
Могила Василя Кучера

Помер 17 квітня 1967 року від серцевого нападу. Похований у Києві на Байковому кладовищі (ділянка № 1).

## Творчість
Перше оповідання Василя Кучера «Ініціатива» було опубліковане у 1931 році в журналі «Молодий більшовик». У ньому використано матеріал сільського життя часів колективізації, показано участь комсомолу в боротьбі з куркульством. Слідом за ним з'явилися оповідання «Пляма», «Хлібна проблема» та ін. 
Тематично довоєнна творчість Кучера охоплює підняття з руїн шахт Донбасу після громадянської війни (оповідання «Нічний рейд», «Шахтарка» (1931); складні процеси колективізації (оповідання «Кускута» (1932), збірки новел «Марта» (1932), «Дві новели» (1932), «Мої друзі» (1935), «Квітує жито» (1938); забезпечення оборони країни (збірка оповідань «Все вище і вище» (1936) і «Дорога веде на заставу» (1939).
До війни Кучер опублікував сім збірок оповідань та історичну повість “Кармелюк”. Про цей твір письменник згодом у статті «Образ, думка, слово» писав: «Перед війною я написав невеличку документальну повість «Кармалюк». Власне, то не повість, а спроба документальної біографії героя на шість аркушів. Але тоді в житті Кармалюка було багато неясного, і, певно, мій біографічний нарис мав значні вади». Згодом свою повість автор доповнив і розширив, і так виник роман “Устим Кармалюк” (1954), в якому Кучер відтворив бунтарський і вільнолюбний дух українського народу. Автор торкається подій повстання декабристів, побуту засуджених українців у таборах Сибіру. Персонажем роману є також російський художник В. Тропінін. За романом була написана п’єса, яка ставилась в Кам’янці-Подільському, де Кармалюк був ув’язнений в фортеці. 
Під час радянсько-німецької війни В. Кучер виступив з низкою кореспонденцій та нарисів, що друкувалися
в газетах «За Родину», «За Радянську Україну» та в збірниках
«Герои обороны Севастополя», «Боевые подвиги приморцев».
Відбудові народного господарства у післявоєнний період присвячені збірки
нарисів «Засвітились вогні» (1946), «Золоті руки» (1948),
«Полтава» (1950), «Дорога до людей» (1958) та ін.
У 1947 році письменник закінчив роботу над першою, а в
1952 році — над другою редакціями роману “Чорноморці” — епічного твору про радянсько-німецьку війну, оборону Одеси та Севастополя, учасником яких був автор.
Наступним значним твором, присвяченим періоду війни та обороні Севастополя, став виданий у 1961 році роман «Голод» (у перекладі російською мовою — «Плещут холодные волны», 1964). У 1959 році В. Кучер ознайомився зі спогадами морського лікаря Павла Єреська, який брав участь в обороні Севастополя, а після відступу разом з побратимами без їжі й питної води дрейфував у відкритому морі 37 днів. Спогади його зацікавили. В. Кучер писав: «Мене так захопив цей матеріал, що я покинув усю невідкладну роботу і негайно сів за роман „Голод”. Через дипломатичні канали було підтверджено достовірність факту перебування в Туреччині військового лікаря Павла Івановича Єреська, підібраного турецьким теплоходом «Анафарта» 9 серпня 1942 року. Так народився головний герой роману «Голод» Павло Іванович Заброда».
До збірки «Дорога до людей» (1958) Василь Кучер вміщує нариси, присвячені як історичним постаттям — Устимові Кармалюку, Петрові Кішці, адміралу Нахімову, Даші Севастопольській, так і сучасникам письменника — радянським партизанам, оборонцям Севастополя, комбайнерам та мулярам, хліборобам і школярам.
Колгоспному життю українського села, взаємовідносин індивідуума з колективом присвячені романи-дилогія Кучера «Прощай, море» (1957) та «Трудна любов» (1960). У романах широко використані зразки народної творчості, зокрема приказок, прислівʼїв тощо.
Роман «Намисто» (1963) (в російському перекладі — «Две жемчужные нити», 1965) присвячений молодіжній бригаді ткаль, яка бореться за право називатися комуністичною. Однїєю із сюжетних ліній роману є доля української дівчини Марти Тиховод, вивезеної під час радянсько-німецької війни до Німеччини. 
Темі дружби, кохання та людських взаємин в умовах радянської дійсності присвячений роман письменника «Орли воду п'ють» (1965). Канва твору тісно переплетена з сьогоденням та подіями минулої війни — бойовими буднями пілотів радянського бомбардувальника авіації далекої дії і опору київського підпілля під час німецької окупації.
Посмертно вийшов роман Василя Кучера «Ми не спимо на трояндах», присвячений революційній діяльності більшовика Ф. Сергеєва (1966).
У 1970-1971 роках видано п'ятитомник, а  у 1986 та 1991 роках —  двотомники вибраних творів Василя Кучера.

## Твори
- «Дві новели», збірка (1932)
- «Марта», збірка (1932)
- «Cuscuta», збірка (1932)
- «Мої друзі», збірка (1934)
- «Все вище і вище», збірка (1936)
- «Квітує жито», збірка (1938)
- «Дорога веде на заставу», збірка (1939)
- «Кармалюк», повість (1940)
- «Морський характер», збірка (1942)
- «Помста»(«Людмила Павлюченко»), нарис (1943)
- «Засвітились вогні», збірка (1947)
- «Золоті руки», збірка (1948)
- «Полтавка», збірка (1949)
- «Зорі в степу», збірка (1951)
- «Вогник», збірка (1952)
- «Чорноморці», роман (1952)
- «Дружба», збірка (1954)
- «Устим Кармалюк», роман (1954)
- «Криниця», збірка (1955)
- «Секрет», збірка (1956)
- «Прощай, море», роман (1957)
- «Дорога до людей», збірка (1958)
- «Шовкові струни», збірка (1958)
- «Шумлять верби», збірка (1959)
- «Червоний вогонь», збірка (1959)
- «Трудна любов», роман (1960)
- «Чарівна ткаля», збірка (1960)
- «Голод», роман (1961)
- «Намисто», роман (1963)
- «Орли воду п'ють», роман (1965)
- «Ми не спимо на трояндах», роман (1966)

## Кінематографічні роботи
Співавтор сценарію художнього фільму «Вітер зі Сходу» (1940), документальних кінокартин: «Село відроджується» (1946), «їх приголубила Вітчизна» (1949), «Книга — народу» (1951), «Свято достатку» (1952), «Львів» (1953), «На ювілейній виставці образотворчого мистецтва» (1954), «Земля Київська» (1958), дикторського тексту до стрічки «Свято на Тарасовій землі» (1964).

## Пам'ять
- У 1971 році вийшла книга спогадів «Про Василя Кучера», у якій товариші письменника по перу, його бойові побратими діляться спогадами про різні періоди життя письменника: про початок його творчої біографії, роботу в редакціях газет і журналах, участь у війні, літературну і громадську діяльність у післявоєнний час.

Василю Кучеру на вулиці М. Коцюбинського, 2 у Києві

- На будинку в Києві по вулиці вул. М. Коцюбинського, 2, де у 1957—1967 роках мешкав та працював письменник, встановлено меморіальну таблицю. На його честь названі вулиці у Києві і Севастополі.
- У липні 2011 року в селі Любимівка відкрито музей імені Василя Кучера.
- Бібліотека імені Василя Кучера на Лісовому масиві в Києві — філія центральної бібліотеки Деснянського району, носить його ім'я з моменту свого заснування на початку 1970-х років.

## Видання творів
- Кучер В. Все вище і вище : зб.оповідань — Київ : Молодий більшовик, 1936. — 159, (2) с..
- Кучер В. Кармалюк: повість — Київ: Мол. більшовик, 1940. — 151, 1 с. (ілюстрації-дереворити О. Рубана).
- Кучер В. Повісті та оповідання — Київ: Радянський письменник, 1949. — 276 с.
- Кучер В. Полтавка : зб. оповідань — Київ : Рад. письменник, 1950. — 131 с.
- Кучер В. Устим Кармалюк : роман — Київ : Радянський письменник, 1954 — 504 с. (фронтиспіс С. Подерев'янського).
- Василь Кучер. Устим Кармалюк / пер. с укр. / — М. : Советский писатель, 1955 — 382 с. (рос.)
- Василь Кучер. Черноморцы / изд. 2-е, перераб.; пер. с укр. Елены Россельс /  — М. : Воениздат, 1955 — 471 с., ил.(рос.)
- Василь Кучер. Дорога до людей. Нариси / худ. Ю. Яроменок / — К. : Радянський письменник, 1958 — 230 с.
- Василь Кучер. Голод — К. : Радянський письменник, 1964 — 400 с.
- Василь Кучер. Плещут холодные воды / пер. с укр. Б. Зубавина, М. Зубавиной / — М. : Воениздат, 1964 - 375 с.
- Василь Кучер. Намисто / худ. О. Кириченко / К. : Радянський письменник, 1964 — 388 с.
- Василь Кучер. Две жемчужные нити / пер. с укр. Е. Россельс, М. Зубавиной / М. : Советский писатель, 1965 — 288 с.(рос.)
- Василь Кучер. Прощай, море / худ. А. Площанський / — К. : Дніпро, 1965 — 478 с.
- Василь Кучер. Трудна любов — К. : Дніпро, 1965 — 364 с.
- Орли воду п'ють / худ.В. Ф. Морозов / — К. : Радянський письменник, 1966 — 280 с.
- Василь Кучер. Ми не спимо на трояндах / передм. П. Гуріненка; худ. А. Іовлєв / — К. : Радянський письменник, 1967 — 272 с.
- Василь Кучер. Чорноморці / передм. Б. Буркатова / — К. : Дніпро, 1968 - 547 с. (Б-ка укр. рад. прози).
- Василь Кучер. Орлы пьют воду / пер. с укр. М. Зубавиной / М. : Советский писатель, 1969 — 292 с.(рос.)
- Василь Кучер. Твори в 5 томах / худ. В. Лопата — К. : Дніпро, 1970-1971 — 2260 с.:
  - Том 1. Устим Кармалюк
  - Том 2. Чорноморці
  - Том 3. Прощай, море
  - Том 4. Трудна любов
  - Том 5. Голод
- Василь Кучер. Чорноморці — Сімферополь : Таврія, 1975 — 552 с.
- Василь Кучер. Черноморцы / пер. с укр. / — М. : Советский писатель, 1976 — 592 с.(рос.)
- Василь Кучер. Плещут холодные воды / пер. с укр. Б. Зубавина, М. Зубавиной / — М. : Воениздат, 1977 - 366 с.(рос.)
- Василь Кучер. Устим Кармалюк / післям. О. Дяченка; худ. Д. Присяжнюк / — К. : Веселка, 1978 — 408 с. (Іст.-рев. б-ка)
- Василь Кучер. Две жемчужные нити. Орлы пьют воду / пер. с укр. М. Зубавиной,  Е. Россельс  / — М. : Советский писатель, 1980 — 528 с.(рос.)
- Василь Кучер. Голод / передм. О. Килимника, худ. А. Ф. Шорохов / — Сімферополь : Таврія, 1982 — 368 с.
- Василь Кучер. Устим Кармалюк / пер. с укр. Е. Россельс / — М. : Художественная литература, 1983 - 479 с.(рос.)
- Василь Кучер. Твори в двох томах — К. : Дніпро, 1986 — 1055 с.:
  - Том 1. Чорноморці
  - Том 2. Прощай, море
- Василь Кучер. Устим Кармалюк. Вид.3-є / худ. Д. Присяжнюк / — К. : Веселка, 1988 — 428 с.
- Василь Кучер. Плещут холодные воды / пер. с укр. Б. Зубавина, М. Зубавиной; худ. А. Иванченко / — Cимферополь : Таврія, 1989 — 352 с. (Морск. б-ка, кн. 59)(рос.)
- Василь Кучер. Твори у двох томах — К. : Дніпро, 1991:
  - Том 1. Устим Кармалюк — 429 с.
  - Том 2. Трудна любов —  362 с.